# Lucius (reus)

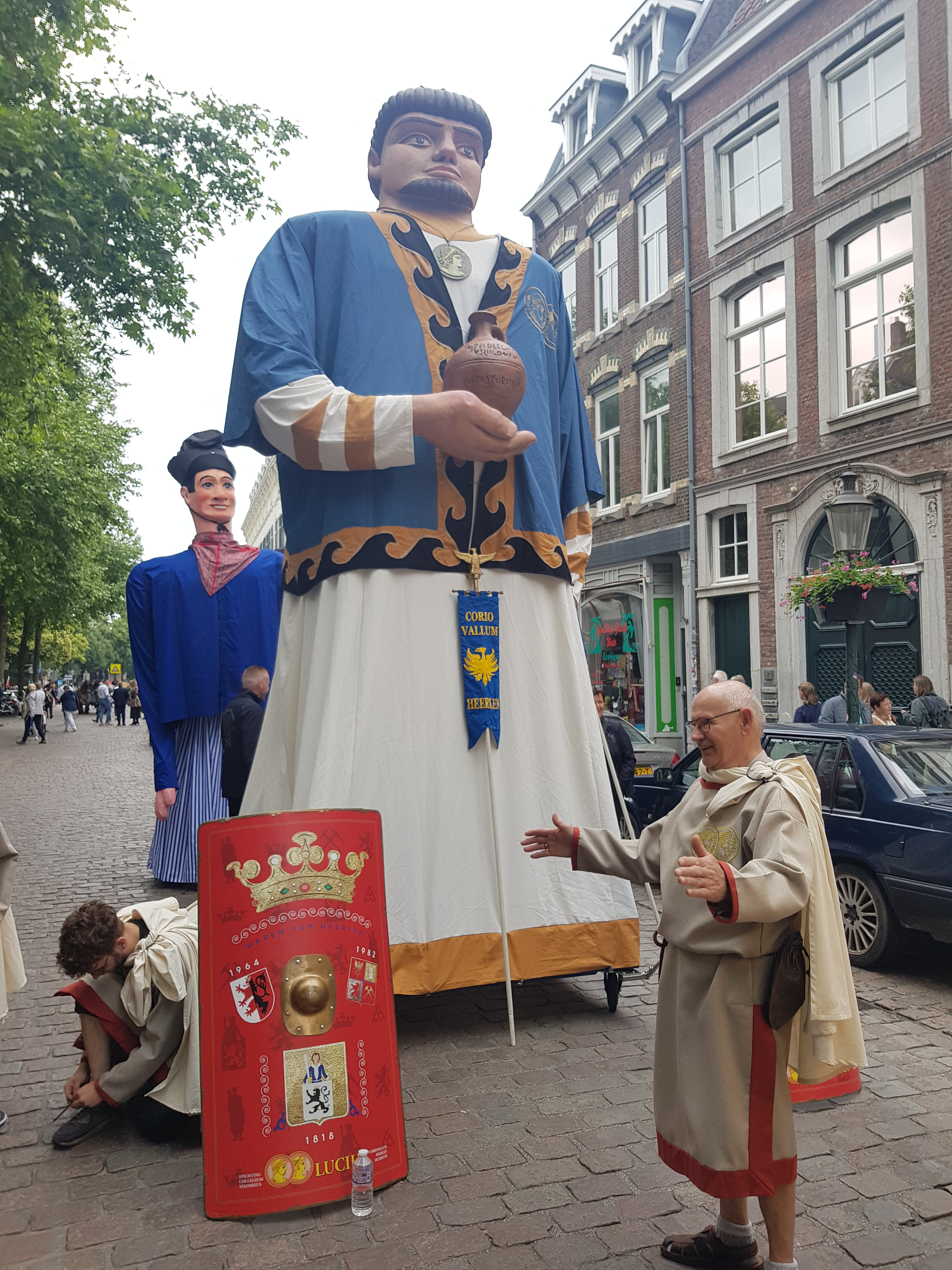
Reus Lucius tijdens de reuzenstoet 2024 in Maastricht

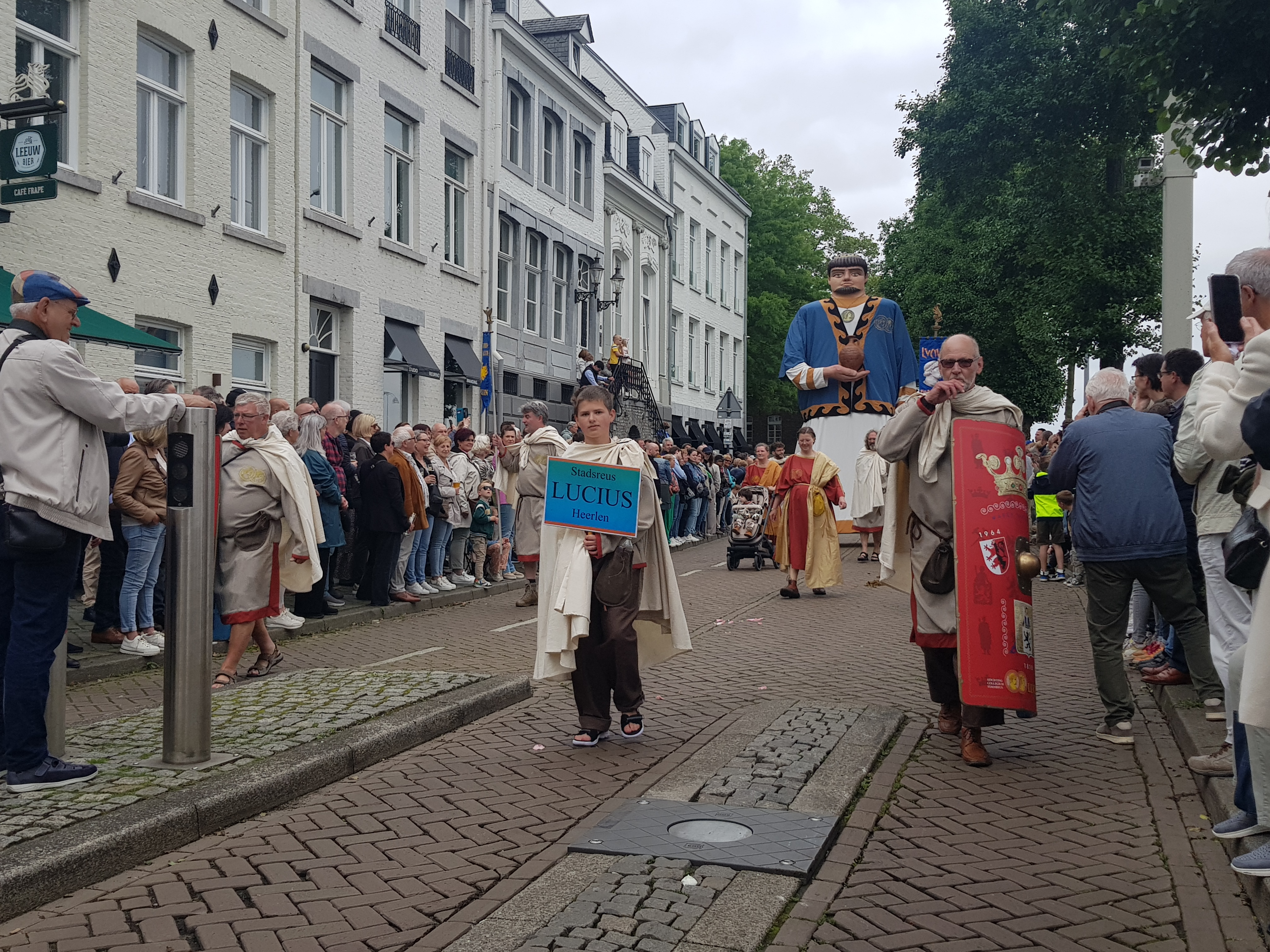
Reus Lucius met zijn gezelschap tijdens de reuzenstoet 2024 in Maastricht

Lucius, voluit Lucius Ferenius Metcius, is de stadsreus van de Nederlandse stad Heerlen. De reus werd gebouwd op initiatief van kunstenaar Hubert Bour en wordt tot leven gebracht door Stichting Collegium Stadsreus Lucius.
Lucius heeft als peetoom de stadsreus Gigantius uit Maastricht en als peettante de stadreuzin uit Bree.

## Geschiedenis
Rond het jaar 50 n.Chr. ontstond in Coriovallum (de plaats van het hedendaagse Heerlen) een grote pottenbakindustrie van meer dan vijftig ovens waarbij men gebruik maakte van Brunssummerklei. In de 2e eeuw n. Chr. werd er hier de zogenaamde Lucius-kruik vervaardigd. Deze kruik heeft drie inscripties. Deze vertellen in het kort het levensverhaal van de pottenbakker Lucius:

ABCDEFGHKLMNOPQRSTVX LVCIVS AMAKA FIICIT FIIRIINIVS LIGONAM(ABCDEFGHKLMNOPQRSTVX, Lucius Amaka fecit Ferenius legonam

ABCDEFGHKLMNOPQRSTVX, Lucius Ferenius heeft voor Amaka deze kruik gemaakt)

LVCIVS FIIRIINIO D B ET P DIKO(Lucius Ferenio d(eo) b(ono) et p(atrio) diko

Lucius wijdt (deze kruik) aan de goede god van Fere(s)ne(?) zijn geboorteplaats)

LVCIVS DIKTVS MIITCIUS ILI FIICIT IN OFICINA(Lucius diktus Metcius il(l)i fecit in of(f)icina

Lucius genaamd Metcius maakte deze (kruik) in zijn bedrijf)

Romeinse burgers hadden drie namen, maar de ambachtsman Lucius had maar twee namen (Lucius Ferenius) en was van inheemse afkomst. De bijnaam Ferenius verwijst naar waar hij vandaan kwam: Feresne. Lucius had in zijn geboorteplaats Metcius als bijnaam, afgeleid van Mettus dat waarschijnlijk de naam van zijn vader was. De vierde naam op de kruik is de Germaanse naam Amaka en dat was waarschijnlijk de naam van zijn vrouw die ook van inheemse afkomst was. Lucius was pottenbakker die ergens tussen het jaar 125 en 150 een atelier heeft gehad waar hij kruiken maakte. Lucius en Amaka zijn de oudste bewoners van Coriovallum waarvan we de naam nog weten.
In april 1971 vond er een opgraving plaats aan de Putgraaf op het terrein van de Luciushof. Bij de opgraving werden meerdere pottenbakkersovens gevonden en werden de scherven van de Lucius-kruik gevonden.
In de jaren 1970 ontstond er reeds een plan om een stadsreus te maken, maar dat kwam niet van de grond.
In 1996 nam beeldend kunstenaar Hubert Bour het initiatief tot de creatie van een stadsreus en maakte hem in 1997, vlak voor de viering van het 2000-jarig bestaan van de stad Heerlen. Hij baseerde de reus op pottenbakker Lucius. In 1997 werd de reus Lucius Ferenius Metcius officieel ingeschreven in het stadsregister.
In 2009 werden het bovenlijf van de reus en de wielen door een brand verwoest en moesten opnieuw gemaakt worden.
In 2017 overleed Hubert Bour en de reus was lang niet te zien als gevolg van dat het project vooral op de schouders van de kunstenaar rustte.
Op 11 mei 2019, aan het einde van de Romeinse Week, verhuisde de toen 22-jarige Lucius van zijn ouderlijk huis (van zijn geestelijk vader) in Eikenderveld met nieuwe begeleiders via het Pancratiusplein naar het Thermenmuseum in het Romeins Kwartier. Van de weduwe kregen de begeleiders een medaillon mee van de geliefde van Lucius. Met de reuzenstoet liepen onder andere ook de Maastrichtse reuzen Gigantius en Pieke Dassen mee, evenals reuzen uit Boxtel en Gent en enkele muziekgroepen. In juni 2019 liep Lucius ook mee met de reuzenstoet in Maastricht.
Anno 2023 heeft de reus ondertussen ook nieuwe kleding gekregen die historisch verantwoord is, waarbij de kleuren zijn aangepast en de stof grover geweven is. Eveneens is de kleding van de begeleiders vernieuwd.
Op 14 juni 2025 trouwde Lucius tijdens de reuzenstoet met de nieuwe stadsreus Amaka.

## Uiterlijk
Lucius heeft een hoogte van 5,5 meter en draagt Romeinse kleding. Voor zijn borst houdt de reus op zijn rechterhand een Romeinse kruik met liefdesverklaring in Latijnse inscriptie.
De kop van de reus werd uitgevoerd in piepschuim waarop een laag modelleerklei werd aangebracht met daar overheen een coating. De kop wordt gedragen door een stalen frame en staat op wielen.

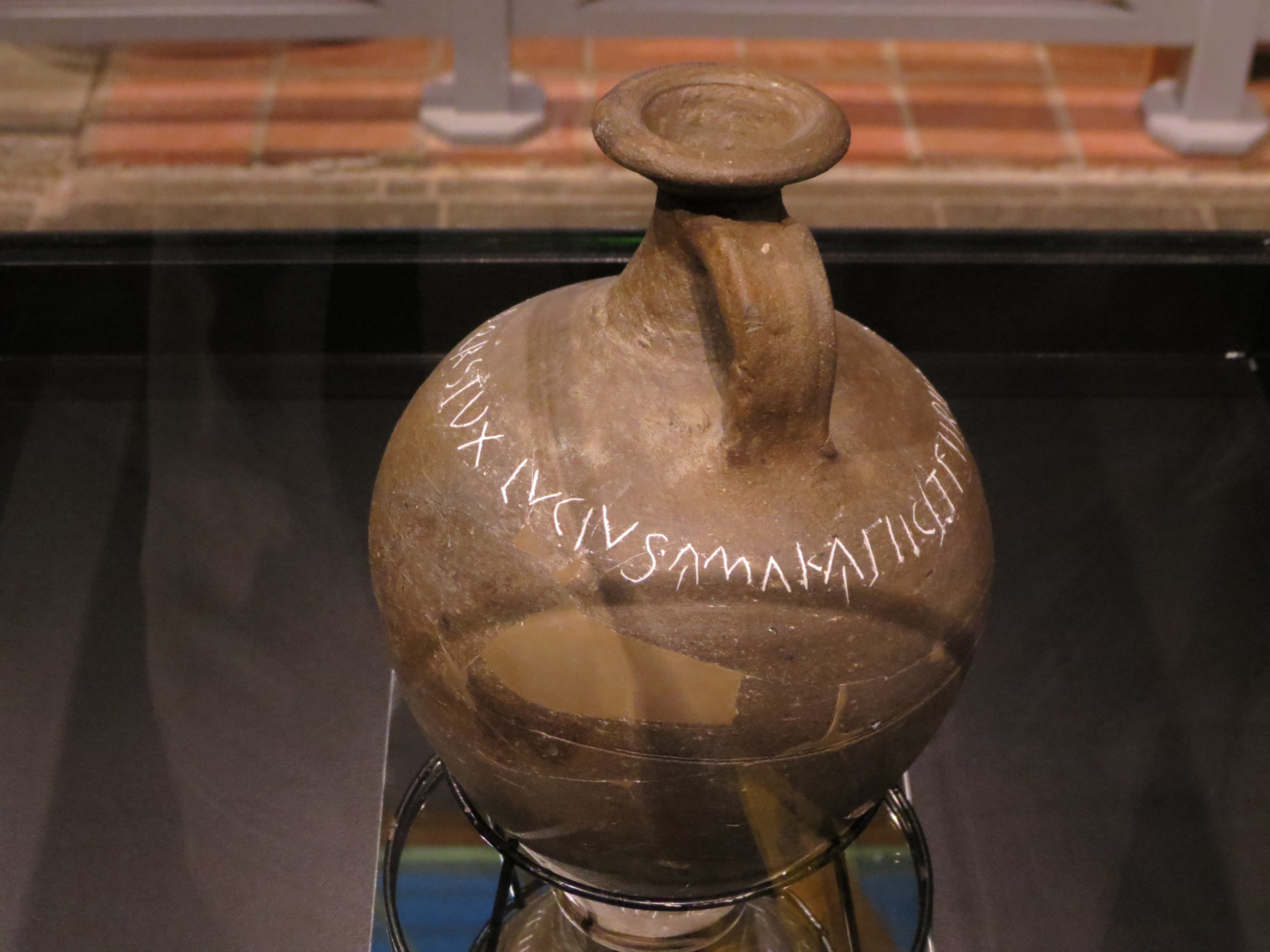
De Lucius-kruik in het Thermenmuseum
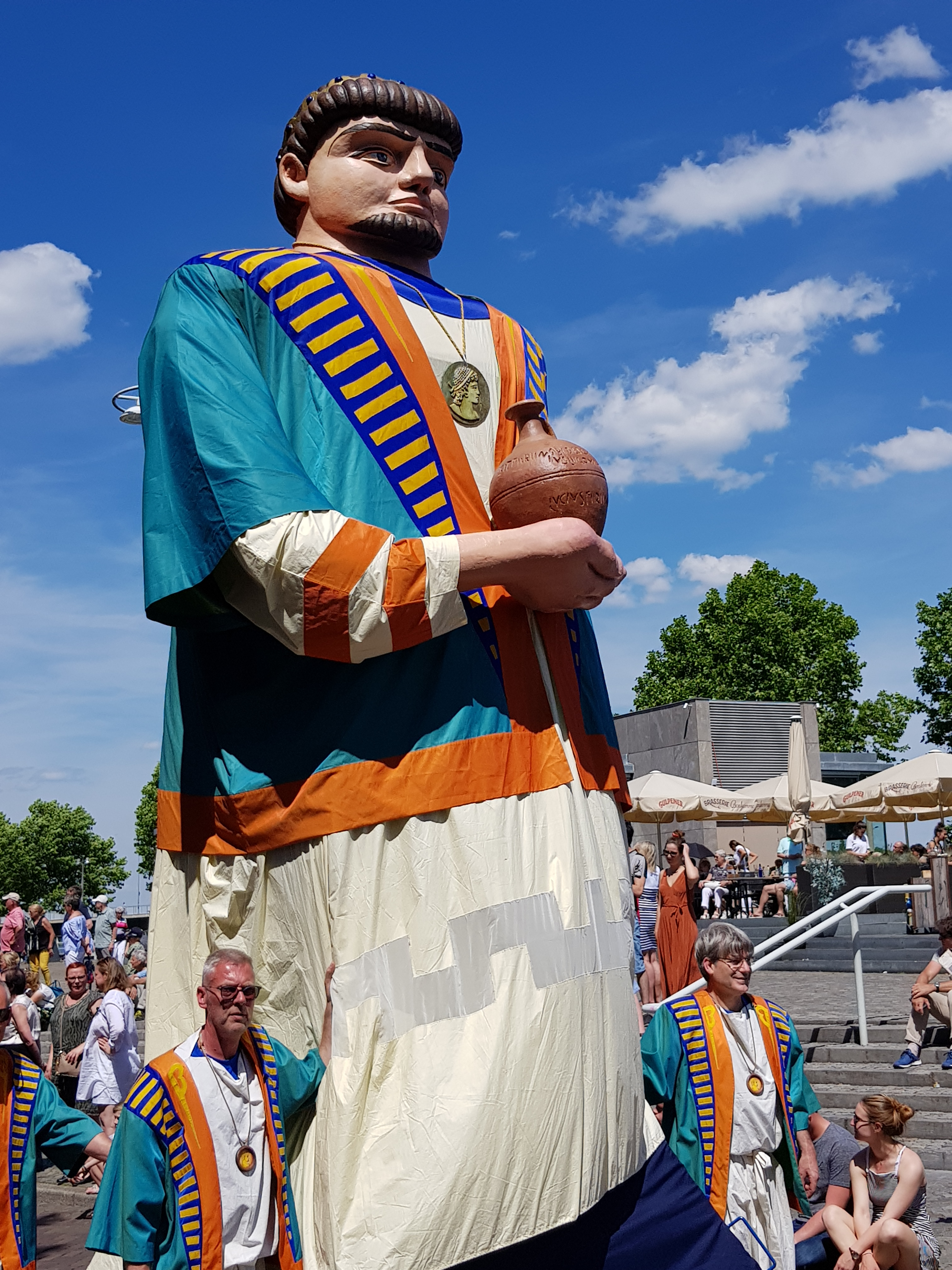
De reus tijdens de reuzenstoet in Maastricht in 2019 in zijn oude kleding